# HD61556
HD61556 — хімічно пекулярна зоря спектрального класу B5, що має видиму зоряну величину в смузі V приблизно  4,6.
Вона  розташована на відстані близько 454,3 світлових років від Сонця.

## Пекулярний хімічний склад
Зоряна атмосфера HD61556 має підвищений вміст 
He
.